# Насцишова
Насцишова (пол. Naściszowa) — село в Польщі, у гміні Хелмець Новосондецького повіту Малопольського воєводства.
Населення — 162 особи (2011).

## Демографія
Демографічна структура станом на 31 березня 2011 року:
|          | Загалом | Допрацездатний вік | Працездатний вік | Постпрацездатний вік |
| -------- | ------- | ------------------ | ---------------- | -------------------- |
| Чоловіки | 80      | 20                 | 53               | 7                    |
| Жінки    | 82      | 19                 | 54               | 9                    |
| Разом    | 162     | 39                 | 107              | 16                   |